# Championnat des Philippines de football 2024-2025
Navigation
Philippines Football League 2024 Philippines Football League 2025-2026
La saison 2024-2025 de Philippines Football League est la 7e édition de Championnat des Philippines de football sous cette appellation.
Le Kaya FC est le tenant du titre après avoir remporté pour la 2e fois la compétition.
Le championnat revient à un format automne-printemps, avec le retrait de cinq équipes ainsi que le forfait de dernière minute de l'United City FC. Avant le début de la saison la fédération annonce le retour d'une deuxième phase de compétition nommée PFL Final Series afin de désignée l'équipe qui participera au Championnat ASEAN.
En fin de saison régulière le Kaya FC remporte son troisième titre de champion des Philippines.

## Réglement
La Philippines Football League est composé de dix clubs qui s'affrontent lors de confrontations aller et retour. Le champion de la Philippines Football League est l'équipe qui obtient le plus grand nombre de points après les 18 journées de championnat. Les quatre premiers du classement se qualifie pour les « PFL Final Series », qui se joue en fin de saison dans un tournoi à élimination directe. À la fin de la compétition, le champion et son dauphin se qualifient pour la Ligue des champions 2 2025-2026 alors le vainqueur des « PFL Final Series » se qualifie pour le Championnat ASEAN 2025-2026. Ce championnat est une ligue fermée, il n'y a ni promotion, ni relégation à l'issue de la compétition.
Le classement est calculé avec le barème de points suivant : une victoire vaut trois points, le match nul un. La défaite ne rapporte aucun point.
À égalité de points, les critères de départage sont les suivants :
1. Plus grande différence de buts ;
2. Plus grand nombre de buts marqués ;
3. Plus grande différence de buts lors des confrontations directes.

## Participants
L'édition 2024-2025 est la 1re édition à dix équipes à la suite de la refonte de la compétition.
| Club               | Ville   | Classement 2024 | Stade                        | Capacité |
| ------------------ | ------- | --------------- | ---------------------------- | -------- |
| Kaya FC            | Makati  | 1er             | University of Makati Stadium | 3 295    |
| Cebu FC            | Cebu    | 2e              | Dynamic Herb Sports Complex  | 550      |
| Stallion Laguna FC | Binan   | 3e              | Biñan Football Stadium       | 2 580    |
| Aguilas–UMak FC    | Makati  | 4e              | University of Makati Stadium | 3 295    |
| One Taguig FC      | Taguig  | 5e              | McKinley Hill Stadium        | 2 000    |
| Manila Digger FC   | Taguig  | 7e              | McKinley Hill Stadium        | 2 000    |
| Loyola FC          | Manille | 8e              | Stade Rizal Memorial         | 12 873   |
| Maharlika FC       | Taguig  | 9e              | McKinley Hill Stadium        | 2 000    |
| Mendiola FC 1991   | Imus    | 10e             | CIGTO                        | 4 800    |
| Philippine U20     | Carmona | -               | PFF National Training Center | 1 000    |

Légende des couleurs
- Phase de groupe de la Ligue des champions 2 2024-2025 et Phase de groupe du Championnat ASEAN 2024-2025
- Intégré à la League

| \| Kaya FC Aguilas–UMak FC Cebu FC Stallion Laguna FC One Taguig FC Manila Digger FC Loyola FC Maharlika FC Mendiola FC 1991 Philippine U20 \| Localisation des clubs engagés dans le championnat. |
| Kaya FC Aguilas–UMak FC Cebu FC Stallion Laguna FC One Taguig FC Manila Digger FC Loyola FC Maharlika FC Mendiola FC 1991 Philippine U20                                                           |

## Compétition

### Classement
| Rang | Équipe             | Pts | J  | G  | N | P  | Bp | Bc | Diff |
| ---- | ------------------ | --- | -- | -- | - | -- | -- | -- | ---- |
| 1    | Kaya FC T          | 44  | 18 | 14 | 2 | 2  | 48 | 15 | +33  |
| 2    | Manila Digger FC   | 43  | 18 | 14 | 1 | 3  | 56 | 10 | +46  |
| 3    | One Taguig FC      | 33  | 18 | 10 | 3 | 5  | 39 | 13 | +26  |
| 4    | Cebu FC            | 31  | 18 | 9  | 4 | 5  | 33 | 18 | +15  |
| 5    | Stallion Laguna FC | 27  | 18 | 8  | 3 | 7  | 36 | 25 | +11  |
| 6    | Aguilas–UMak FC    | 25  | 18 | 7  | 4 | 7  | 24 | 16 | +8   |
| 7    | Maharlika FC       | 18  | 18 | 5  | 3 | 10 | 21 | 37 | -16  |
| 8    | Loyola FC          | 17  | 18 | 5  | 2 | 11 | 20 | 39 | -19  |
| 9    | Philippine U20     | 13  | 18 | 3  | 4 | 11 | 16 | 49 | -33  |
| 10   | Mendiola FC 1991   | 5   | 18 | 1  | 2 | 15 | 14 | 85 | -71  |

| Légende : Qualifications et relégations | Légende : Qualifications et relégations                 |
| --------------------------------------- | ------------------------------------------------------- |
|                                         | Phase de groupe de la Ligue des champions 2 2025-2026   |
|                                         | Tour préliminaire de la Ligue des champions 2 2025-2026 |
|                                         | Phase de groupe du Championnat ASEAN 2025-2026          |
|                                         | T : Tenant du titre                                     |

### Résultats
| Résultats (▼dom., ►ext.)                                   | AUFC | CCFC | KFC | LFC | MFC | MDFC | MFC91 | PU20 | OTFC | SLFC |
| Aguilas–UMak FC                                            |      | 2-3  | 1-1 | 0-1 | 0-2 | 0-1  | 3-0   | 0-0  | 1-2  | 1-1  |
| Cebu FC                                                    | 1-1  |      | 1-2 | 3-1 | 3-0 | 0-1  | 3-1   | 4-0  | 0-0  | 1-0  |
| Kaya FC                                                    | 0-1  | 3-1  |     | 3-2 | 4-1 | 1-1  | 9-1   | 4-1  | 2-0  | 2-0  |
| Loyola FC                                                  | 0-3  | 2-2  | 0-1 |     | 1-4 | 0-5  | 0-1   | 2-0  | 0-2  | 2-2  |
| Maharlika FC                                               | 0-4  | 0-1  | 1-2 | 0-1 |     | 1-5  | 3-3   | 0-0  | 0-5  | 1-4  |
| Manila Digger FC                                           | 1-0  | 2-1  | 1-0 | 4-0 | 0-1 |      | 4-0   | 7-1  | 1-3  | 0-1  |
| Mendiola FC 1991                                           | 0-3  | 0-6  | 2-6 | 2-3 | 0-5 | 0-10 |       | 2-2  | 0-5  | 0-6  |
| Philippine U20                                             | 3-1  | 0-2  | 0-2 | 2-1 | 1-2 | 1-9  | 3-1   |      | 1-1  | 2-3  |
| One Taguig FC                                              | 0-2  | 0-0  | 0-1 | 5-1 | 3-0 | 0-1  | 7-0   | 1-0  |      | 0-2  |
| Stallion Laguna FC                                         | 0-1  | 3-1  | 1-5 | 0-3 | 0-0 | 0-3  | 8-1   | 4-0  | 1-2  |      |
| - Victoire à domicile - Match nul - Victoire à l'extérieur |      |      |     |     |     |      |       |      |      |      |

## PSL Final Series
Les quatre premiers de la saison régulière disputent un tournoi du 26 avril au 4 mai 2025, le vainqueur participe au championnat d'Asie du Sud-Est des clubs.
|  | Demi-finale   | Demi-finale       | Demi-finale   | Demi-finale   |                   |                   | Finale     | Finale     | Finale     | Finale     |
|  |               |                   |               |               |                   |                   |            |            |            |            |
|  | 26 avril 2025 | 26 avril 2025     | 26 avril 2025 | 26 avril 2025 |                   |                   | 4 mai 2025 | 4 mai 2025 | 4 mai 2025 | 4 mai 2025 |
|  | 1             | Kaya–Makati       | 1             | 1             |                   |                   | 4 mai 2025 | 4 mai 2025 | 4 mai 2025 | 4 mai 2025 |
|  | 1             | Kaya–Makati       | 1             | 1             |                   |                   | 4 mai 2025 | 4 mai 2025 | 4 mai 2025 | 4 mai 2025 |
|  | 4             | Dynamic Herb Cebu | 2             | 2             |                   |                   | 4 mai 2025 | 4 mai 2025 | 4 mai 2025 | 4 mai 2025 |
|  | 4             | Dynamic Herb Cebu | 2             | 2             | Dynamic Herb Cebu | Dynamic Herb Cebu | 1          | 1          |            |            |
|  | 26 avril 2025 |                   |               |               | Dynamic Herb Cebu | Dynamic Herb Cebu | 1          | 1          |            |            |
|  |               |                   | Manila Digger | Manila Digger | 0                 | 0                 |            |            |            |            |
|  | 2             | Manila Digger     | Manila Digger | Manila Digger | 0                 | 0                 | 2          | 2          |            |            |
|  | 2             | Manila Digger     |               |               |                   |                   |            | 2          |            |            |
|  | 3             | One Taguig        | 1             | 1             |                   |                   |            |            |            |            |
|  | 3             | One Taguig        | 1             | 1             |                   |                   |            |            |            |            |